# Estreito de Wetar

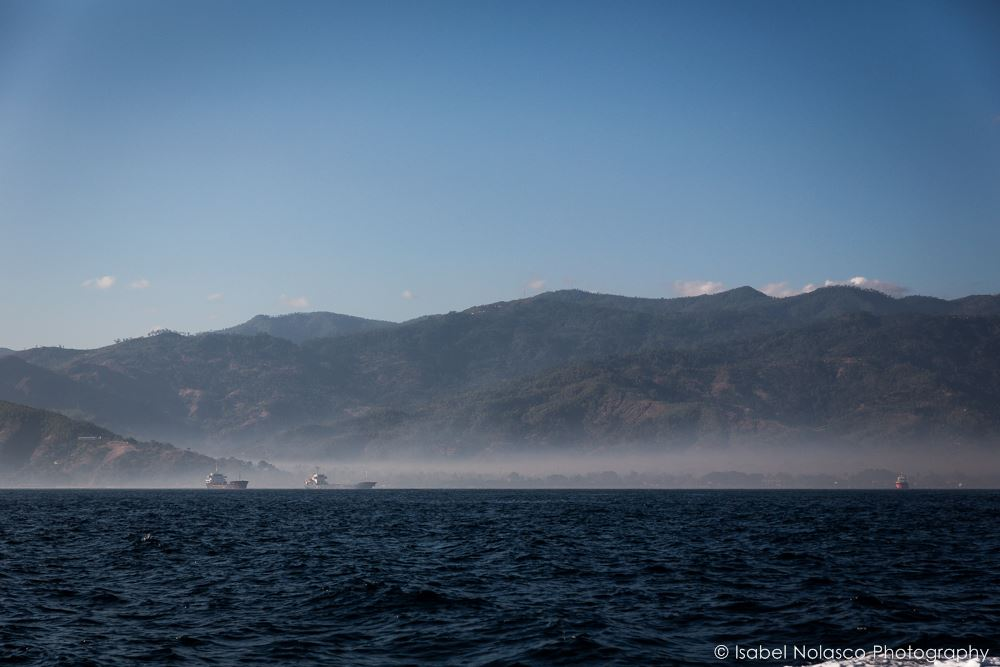
Montanhas de Díli e barcos, vistos do mar

O estreito de Wetar (na língua indonésia: Selat Wetar) separa a parte oriental da ilha de Timor, território de Timor-Leste, da ilha de Wetar, da Indonésia. A oeste fica a ilha de Ataúro, e além dele desenvolve-se o estreito de Ombai; a leste fica a parte sul do Mar de Banda e as mais meridionais Ilhas Molucas. O ponto mais estreito tem 36 km de largura. 

## Ecologia
O estreito de Wetar consiste num precipício subaquático composto por uma trincheira marinha com 3 km de profundidade, que proporciona um corredor para a megafauna marinha migratória e pelágica. São exemplos baleias, golfinhos, tartarugas, atum, peixe-vela e raias.   